# Egoi Martínez
Egoi Martínez de Esteban (Echarri-Aranaz, Navarra, 15 de mayo de 1978) es un ciclista navarro que fue profesional entre 2002 y 2013.

## Biografía

### Ciclismo juvenil y aficionado
Egoi dio sus primeras pedaladas en el Club Ciclista Aralar, donde pronto dio muestras de su clase, y se vio recompensado con innumerables victorias en alevines, cadetes y juveniles.
Debutó en aficionados de la mano de Óscar Guerrero en el Caja Rural (Club Ciclista Burunda) de Alsasua. En él, tras unos duros comienzos, poco a poco fue forjándose un nombre, recolectando unas cuantas victorias, entre ellas la Vuelta a León en 2001.
Compartió carreras con otros futuros ciclistas profesionales, del entonces pelotón aficionado navarro, como Jon Bru, Xabier Zandio y Koldo Gil entre otros.
Estas victorias junto a su gran clase como rodador, unidas a su impresionante planta no pasaron desapercibidas para los equipos profesionales.

### Ciclismo profesional

#### La promesa naranja
Hizo su debut como profesional en el año 2002 con el equipo Euskaltel-Euskadi con el que ganó el Tour del Porvenir en 2003. 

#### En el Discovery de Bruyneel
En 2006 pasó al equipo americano Discovery Channel de Johan Bruyneel (el equipo y el director con los que Lance Armstrong había ganado el Tour de Francia en siete ocasiones consecutivas: 1999-2005). En su debut en la formación estadounidense consiguió ganar una etapa y la clasificación de la montaña en la Vuelta a España, finalizando 12º en la clasificación general.
En 2007 fue uno de los gregarios de Alberto Contador durante el Tour de Francia, quien finalmente logró el maillot amarillo de ganador de la general. Egoi, 61.º en la general, subió al podio de los Campos Elíseos junto al resto de sus compañeros al proclamarse también ganadores en la clasificación por equipos.
A pesar de los éxitos alcanzados por el equipo, la retirada de Discovery Channel como patrocinador principal y la imposibilidad de hallarle un relevo propició la desaparición de la formación. Se hizo oficial entonces que volvería a vestir el maillot naranja del Euskaltel-Euskadi.

#### Retorno al Euskaltel
En 2008 inició su nueva andadura en el equipo de casa ganando la clasificación de la montaña en la Vuelta País Vasco, la carrera de casa de la formación vasca. En septiembre se colocó líder de la Vuelta a España, portando el maillot oro durante cuatro jornadas, siendo así el primer ciclista del Euskaltel-Euskadi en ser líder en una de las grandes vueltas, hasta la etapa con final en el Angliru (donde fue desbancado del liderato por Alberto Contador, a la postre ganador final de esa Vuelta). Egoi Martínez fue finalmente noveno en la general, logrando su mejor clasificación hasta entonces en una carrera de tres semanas.

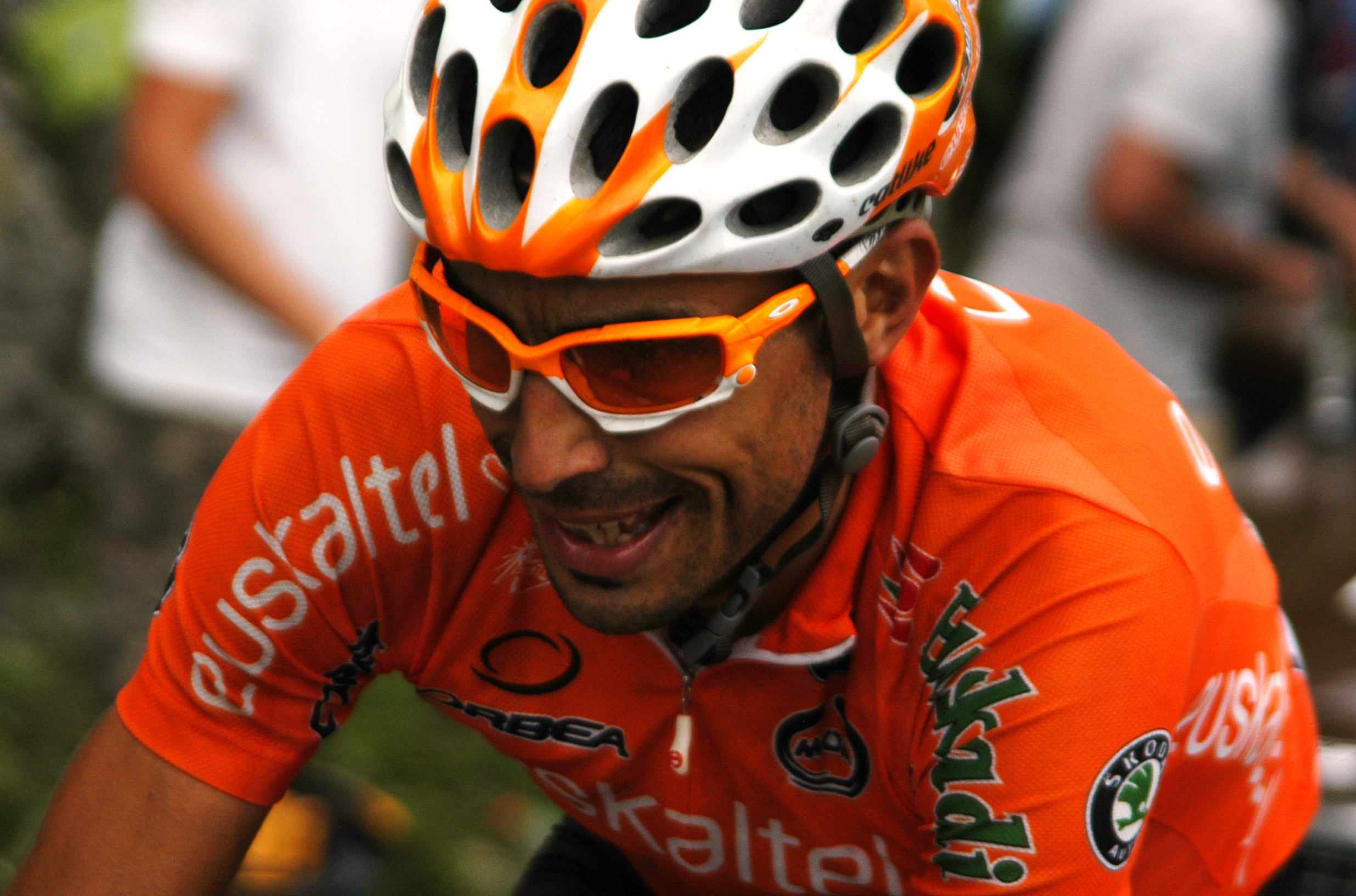
Egoi Martínez, subiendo La Colombiere en la 17ª etapa del Tour de Francia.

En 2009 inició pronto la temporada. Así, en marzo ganó la montaña de la Tirreno-Adriático, y días después se dejó ver en la subida al Poggio (un repecho situado cerca de la meta) en la Milán-San Remo. En abril ganó la clasificación de las metas volantes de la Vuelta al País Vasco. Después realizó un parón para preparar el Tour de Francia, incluyendo unos días de entrenamientos en los Pirineos. En la Grande Boucle tuvo una destacada actuación, al convertirse en el líder provisional de la montaña tras la última etapa pirenaica (gracias a su presencia en una fuga intermedia que le permitió sumar los puntos necesarios en el Tourmalet), siendo así el primer ciclista del Euskaltel en lucir el maillot de lunares rojos. Tras meterse en una nueva fuga para defender su maillot, días después Franco Pellizotti (Liquigas) le desbancó en dicha clasificación, siendo el italiano quien finalmente se proclamó rey de la montaña y subió por tanto al podio de París, mientras que Egoi tuvo que conformarse con el segundo puesto. Pero más tarde, Franco fue descalificado y el maillot de lunares pasó a ser de Egoi.

#### Despedida
El 28 de diciembre de 2013 anunció su retirada del ciclismo tras doce temporadas como profesional y con 35 años de edad.

## Palmarés
2003
- Tour del Porvenir

2006
- 1 etapa de la Vuelta a España, más clasificación de la montaña

2009
- Clasificación de la montaña en el Tour de Francia

## Resultados en Grandes Vueltas y Campeonatos del Mundo
Durante su carrera deportiva consiguió los siguientes puestos en las Grandes Vueltas y en los Campeonatos del Mundo en carretera:
| Carrera         | Carrera         | 2002 | 2003 | 2004 | 2005 | 2006 | 2007 | 2008 | 2009 | 2010 | 2011 | 2012 | 2013 |
| --------------- | --------------- | ---- | ---- | ---- | ---- | ---- | ---- | ---- | ---- | ---- | ---- | ---- | ---- |
|                 | Giro de Italia  | —    | —    | —    | —    | —    | —    | —    | —    | —    | —    | —    | 22.º |
|                 | Tour de Francia | —    | —    | 41.º | 48.º | 41.º | 61.º | 48.º | 44.º | 40.º | 34.º | 17.º | —    |
|                 | Vuelta a España | —    | —    | —    | 46.º | 12.º | Ab.  | 9.º  | 52.º | Ab.  | 55.º | —    | 30.º |
| Mundial en Ruta | Mundial en Ruta | —    | —    | —    | —    | —    | —    | —    | —    | —    | —    | —    | Ab.  |

—: no participa

Ab.: abandono

## Equipos
- Euskaltel-Euskadi (2002-2005)
- Discovery Channel (2006-2007)
- Euskaltel-Euskadi (2008-2012)
- Euskaltel Euskadi (2013)